# Recsk
Recsk är en ort i Ungern.   Den ligger i provinsen Heves, i den norra delen av landet, 90 km nordost om huvudstaden Budapest. Recsk ligger 171 meter över havet och antalet invånare är 2 992.
Terrängen runt Recsk är kuperad söderut, men norrut är den platt. Runt Recsk är det ganska tätbefolkat, med 52 invånare per kvadratkilometer. Närmaste större samhälle är Parádsasvár, 10,6 km väster om Recsk. I omgivningarna runt Recsk växer i huvudsak lövfällande lövskog.